# خط مدني

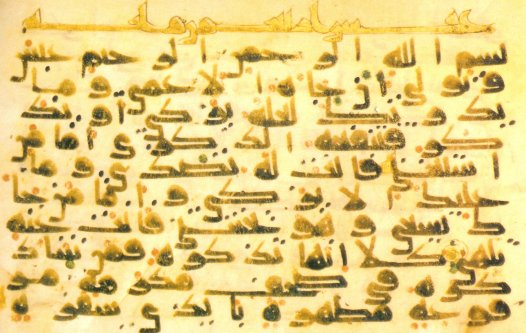
صورة ورقة من مصحف مكتوب بالخط المدني (الآيات 1-15 من سورة عبس)

الخط المــدني هو أحد الخطوط العربية القديمة وسمي بذلك نسبة إلى المدينة المنورة حيث ظهر فيها أول ما ظهر، وكُتب به القرآن الكريم والسنة النبوية ونسخت به المصاحف الأولى، كما دلت وثائق المراسلات النبوية مع الملوك والرؤساء على استخدامه في بداية دعوة خارج الحجاز إلى الإسلام، ويعد لدى أغلبية خبراء الكتابة المصدر الأهم والأغنى لدراسة الخط العربي.

## ترتيبه
كان أول الخطوط العربية نوعاً يتميز بسهولة الأداءهو خط «الجزم» الذي يعده كثيرون من المختصين الخط العربي الأول ثم ظهر بعده خط «المشق» الذي تفرع إلى الخطين المكي والمدني وهما أصل الخط الكوفي، وأول من أشار إلى هذه تسمية الخط المدني هو ابن النديم (توفي عام 1047م) في كتابه (الفهرست) فيما نقله عن محمد بن إسحاق أنه قال: «فأول الخطوط العربية الخط المكي وبعده المدني ثم البصري ثم الكوفي» ثم ذكر النديم خطوط المصاحف وعدّ منها خطوط المدنيين.

## سماته
ورد في كتاب (الفهرست) في وصف الخط المكي والمدني:(فأما المكي والمدني ففي ألِفاتِه تعويج إلى يمنة اليد وأعلى الأصابع، وفي شكله انضجاع يسير). 
ويقول الأستاذ الدكتور إدهام محمد حنش عميد كلية الفنون والعمارة الإسلامية بجامعة العلوم الإسلامية العالمية في الأردن في محاضرة علمية عن جماليات الخط المدني: «يتميزباستطالة الامتدادات الأفقية للحروف، وضيق ما بين سطورالكتابة المتتابعة، وقصر حروفها الصاعدة، وتداخل بعض الحروف في بعضها الآخر، وتركيب بعضها على بعض أحياناً».

## أسماء أخرى
يٌطلق بعض فقهاء الكتابة والخطوط على الخط المدني لروعة انعطفاته وجمالياته العالية اسم الخط الكوفي الأول، وبعض الباحثين المعاصرين يسميه ولنفس السبب الكوفي القديم أو البسيط (غير المزخرف) أو خط المشق المصحفي، أو الخط الكوفي المشق، أو مشق المصاحف. كما يعد المصدر الأهم لدراسة الخط العربي وفنونه.

## أربعة أدلة
- اختلف العلماء في أصل الخط المدني فمنهم من يقول بأنه يعود إلى إسماعيل بن إبراهيم استنادا على قول ابن كثير«أول من كتب بالعربية قيل: إسماعيل عليه السلام»، والقول الآخر يرجح أصله إلى الأنباط في القرن الرابع قبل الميلاد استنادا على الآثار والنقوش المكتوبة بالخط المدني في بعض مناطق الشام.[4]
- ظهر هذا الخط المدني في العهد الإسلامي واشتهر به أهل المدينة المنورة، حيث وجدت نقوش عدة تعود بعضها إلى القرن الأول الهجري لرجال ونساء على الصخور فيها بما في ذلك طرق القوافل القديمة المارة بها، وكانت تشمل آيات قرآنية، وأدعية، ورسائل، وشعر، ونقوش إخبارية وغيرها، ما يدل على أن هذا النوع من الخطوط منتشر بين أهل طيبة الأصليين أو من استقروا بها.أن هذه النقوش المدنية فرصة لمزيد من الدراسات حول سمات الخط العربي وتطوره بصفة عامة والخط المدني بصورة خاصة.
- توجد أجزاء من المصاحف الشريفة مكتوبة بالخط نفسه في مكتبات عالمية منها، مكتبة باريس الوطنية، ومكتية جامعة ليدن الهولندية، ومكتبة جامعة برمنجهام البريطانية، ومكتبة برلين في ألمانيا، مما يثبت أصالة الخط المدني وتاريخيته.
- يرى البعض أن الخط المدني ونتيجة فنياته التفصيلية الرائغة ألهم كثيراً من الهواة والمصممين تصميم خطوط عدة ضمن خطوط الحاسب الآلي المستخدمة.

## إحياؤه
تعم العالم العربي ومن خلال المشتغلين على علم الخطوط دعوة متصاعدة إلى إحياء الخط المدني كونه الخط الذي كتب به المصاحف الشريفة القديمة قبل نقط الإعراب والإعجام، وفي المدينة المنورة مسقط رأس هذا النوع من الخطوط مبادرة يشارك فيها عدد من المختصين من الدول العربية تهدف إلى إعادة الخط المدني للحياة واعتماده في بعض المؤسسات الحكومية من خلال تكليف إحدى الشركات المحلية لضمه إلى الخطوط المحوسبة بعد دراسة دقيقة لتفاصيله ودقائقه الفنية، لإتاحة الخط المدني لجميع المستخدمين للحواسيب بجميع الصيغ للويندوز والماك والكتب الإلكترونية والويب TTF/OTF/WOFF. ويقوم على المبادرة إمارة منطقة المدينة المنورة بالسعودية ودارة الملك عبد العزيز بمشاركة بحثين من دول عربية.